# Khilperic II de Burgúndia
Khilperic II (Chilpericus, Chilperico) fou rei (conjuntament amb altres) del burgundis († 486). Era el tercer fill de Gondioc; aquest va designar hereus als seus quatre fills, però segons sembla el seu germà Khilperic I de Burgúndia i un altre germà (Gondió) encara vivien i van restar al front, i Khilperic I hauria governat després sol fins a la seva mort (473-476).
Khilperic II i Gundemar I, dos dels germans, van conspirar per eliminar a Gundebald, el germà gran, i apoderar-se de la seva part del regne que era considerada la millor (vers 474). Godegisil es va mantenir neutral en el conflicte. Forces fidels a Khilperic II i Gundemar I van derrotar a les de Gundebald a una batalla prop d'Autun (vers 475). Gondebald va haver de fugir i amagar-se. Quan els vencedors van llicenciar a les tropes, Gundebald va sortir del seu amagatall i va reunir als seus fidels i va ocupar Viena del Delfinat, que llavors era la capital dels burgundis (476). Gundemar es va refugiar en una torre que fou cremada i va morir. Khilperic, la seva dona, dos fills i dues filles foren fets presoners i el primer executat (se li va tallar el cap) i la seva dona fou tirada a un pou amb una pedra lligada al coll segons Gregori de Tours (però el seu epitafi diu que va morir el 506). A les dues filles Croma i Clotilde se'ls va perdonar la vida i Gundebald les va acollir al seu palau i Clotilde fou més tard l'esposa del rei Clodoveu I i canonitzada com a Santa Clotilde. Als dos fills també se'ls va tallar el cap i els seus cossos foren tirats al mateix pou que la mare. No és clar si l'oncle Khilperic I va morir en la lluita o fou executat, o bé se'l va permetre restar com a rei fins a morir poc després (en tot cas abans del 480).